# Remlingen (Bawaria)
Remlingen – gmina targowa w Niemczech, w kraju związkowym Bawaria, w rejencji Dolna Frankonia, w regionie Würzburg, w powiecie Würzburg, wchodzi w skład wspólnoty administracyjnej Helmstadt. Leży około 17 km na zachód od Würzburga, przy drodze B8.